# Rębiszewo-Studzianki
Rębiszewo-Studzianki – wieś w Polsce położona w województwie podlaskim, w powiecie wysokomazowieckim, w gminie Wysokie Mazowieckie.
| SIMC    | Nazwa   | Rodzaj    |
| ------- | ------- | --------- |
| 0410548 | Rzębiki | część wsi |

Wierni kościoła rzymskokatolickiego należą do parafii św. Michała Archanioła w Jabłonce Kościelnej.

## Historia
W dokumencie sądowym z roku 1472 wymieniono: Rembiszewo Studzianki, Rembiszewo Żegadły i Rembiszewo Rzębiki.
W I Rzeczypospolitej miejscowość należała do ziemi łomżyńskiej.
W roku 1827 wieś liczyła 15 domów i 96 mieszkańców, zaś Rembiszewo Żegadły 11 domów i 80 mieszkańców.
Pod koniec wieku XIX wieś w powiecie łomżyńskim, gmina Kossaki, parafia Kołaki. Mieszka tu częściowa szlachta.
W latach 1921 – 1925 wieś leżała w województwie białostockim, w powiecie łomżyńskim, w gminie Kossaki-Rutki a od 1925 w gminie Kołaki. W roku 1921 naliczono tu 20 budynków z przeznaczeniem mieszkalnym i 1 inny zamieszkały oraz 97 mieszkańców (46 mężczyzn i 51 kobiet). Wszyscy podali narodowość polską i wyznanie rzymskokatolickie. Miejscowość należała do parafii rzymskokatolickiej w Jabłonce Kościelnej. Podlegała pod Sąd Grodzki w Zambrowie i Okręgowy w Łomży; właściwy urząd pocztowy mieścił się w Jabłonce Kościelnej.
W wyniku napaści ZSRR na Polskę we wrześniu 1939 miejscowość znalazła się pod okupacją sowiecką. Od czerwca 1941 roku pod okupacją niemiecką. Od 22 lipca 1941 do 1945 włączona w skład Landkreis Lomscha, Bezirk Bialystok III Rzeszy.
W latach 1975–1998 miejscowość administracyjnie należała do województwa łomżyńskiego.

## Obiekty zabytkowe
- dom drewniany z 1917 r.
- dom drewniany z 1918 r.[12]